# Astragalus glumaceus
Astragalus glumaceus es una especie de planta del género Astragalus, de la familia de las leguminosas, orden Fabales.

## Distribución
Astragalus glumaceus se distribuye por Irán.

## Taxonomía
Fue descrita científicamente por Boiss. Fue publicada en Pl. Orient. 2: 69 (1843).